# Cancellus parfaiti
Cancellus parfaiti is een tienpotigensoort uit de familie van de Diogenidae. De wetenschappelijke naam van de soort werd in 1891 voor het eerst geldig gepubliceerd door Alphonse Milne-Edwards & Eugène Louis Bouvier.